# Notas de Inverno sobre Impressões de Verão
Notas de Inverno sobre Impressões de Verão é um escrito de Dostoiévski em que ele deixa registrado quais foram suas impressões de sua viagem à Europa Ocidental dando grande ênfase para França, Inglaterra e Alemanha.